# 本厚木駅東口地下道
本厚木駅東口地下道（ほんあつぎえきひがしぐちちかどう）は、本厚木駅東口に設置されている歩行者用の地下道である。正式名称は「厚木中町地下道線」。
平成5年度「手づくり郷土賞」（出会いを演出する街角）受賞。

## 概要

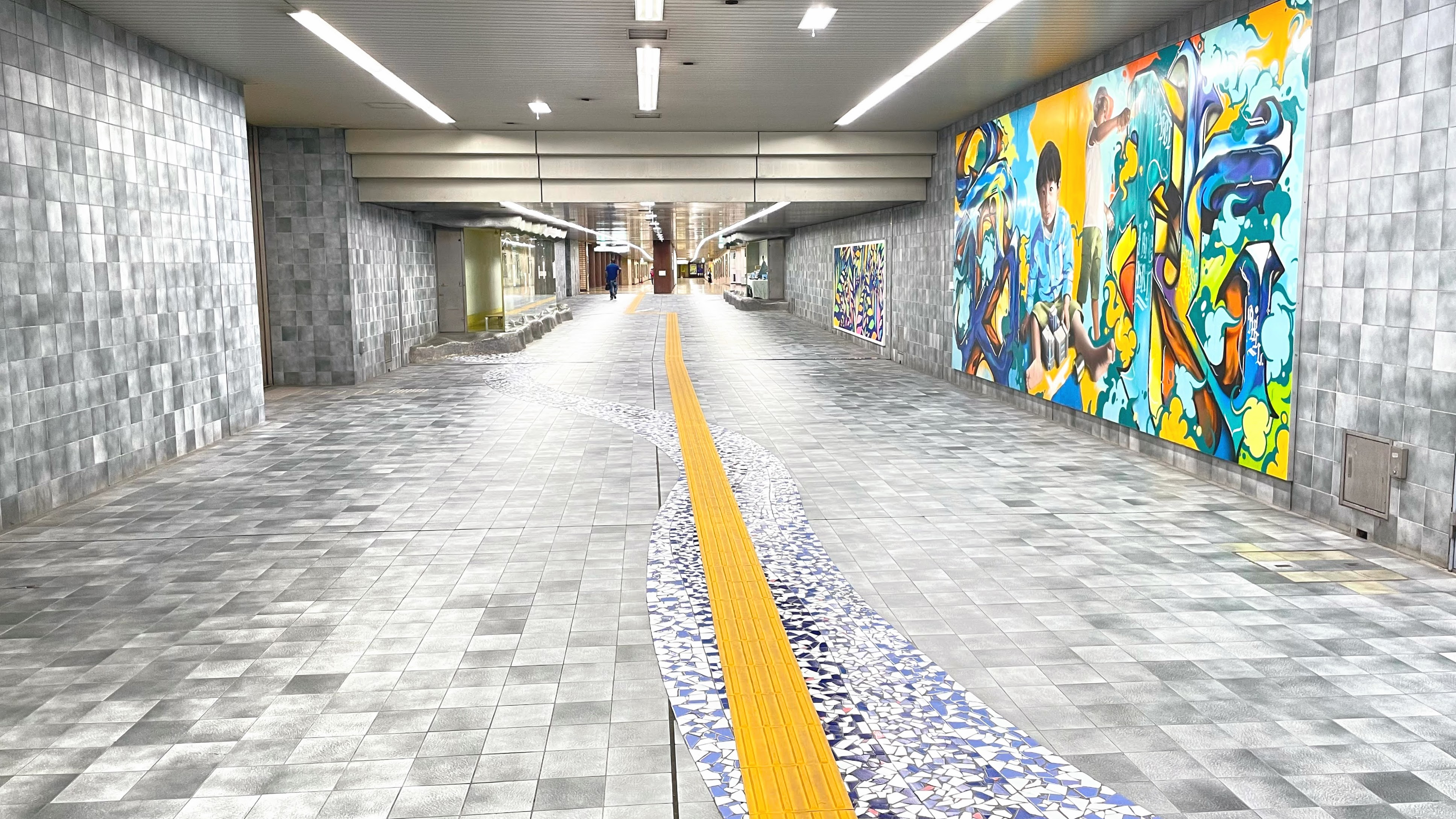
北側から見た本厚木駅東口地下道（噴水の跡地付近）

総延長は厚木駅東口からアミューあつぎ前までの236メートル、幅員は8∼14メートル。1日の通行量は約3千人。住所は神奈川県厚木市中町3丁目17番地7号。フェスティバルマーケット構想の下、本厚木駅・厚木バスセンター間における歩行者の安全な往来の確保目的として、1982年に厚木なかちょう大通り（都市計画道路中町北停車場線）の直下に建設された。厚木パルコ（現 アミューあつぎ）建設に伴い、1992年に延長工事がなされた。中間部の壁面には市民が制作した芸術作品を展示する場所「あつぎロードギャラリー」が設けられている。かつては北側に噴水が設置されていたが、老朽化により撤去された。

## 接続する施設
- 本厚木駅東口
- 本厚木ミロードイースト
- 厚木バスセンター
- 厚木シティプラザ (厚木市中央図書館・厚木市子ども科学館)
- アミューあつぎ
- イオン厚木店